# IC 3515
IC 3515 ist eine Spiralgalaxie vom Hubble-Typ S im Sternbild Coma Berenices am Nordsternhimmel. Sie ist schätzungsweise 316 Millionen Lichtjahre von der Milchstraße entfernt und hat einen Durchmesser von 55.000 Lichtjahren.

Im selben Himmelsareal befinden sich unter anderem die Galaxien NGC 4559, IC 3482, IC 3494, IC 3516.
Das Objekt wurde am 23. März 1903 von Max Wolf entdeckt.